# 黄纹鳞鲀
黄纹鳞鲀（学名：Xanthichthys auromarginatus），又名金邊黃鱗魨、金邊砲彈、黃板機魨，为輻鰭魚綱魨形目鱗魨亞目鳞鲀科黃鳞鲀属的鱼类。分布印度太平洋區，從東非至夏威夷群島，北起琉球群島，南至新喀里多尼亞海域，本魚體呈長橢圓形且側扁，尾柄短，體色為藍灰色，雄魚下頷具有藍色斑塊，體側鱗片具有白色斑點，形成數條縱向排列的紋路，背鰭和臀鰭基部黑色，背鰭、臀鰭和尾鰭的邊緣為黃色，雌魚體色單調，但有白尾且眉部較白背鰭硬棘3枚、背鰭軟條27-30枚、臀鰭軟條25-27枚，體長可達30公分，棲息在臨海礁石區，成小群活動，以浮游生物為食，生活習性不明，可作為食用魚及觀賞魚，是高經濟價值的觀賞魚之一，在實際養殖中其個性較其他魨（砲彈魚）中屬於較為溫和者。该物种的模式产地在毛里求斯。